# William T. Stanley
William T. „Bill“ Stanley (* 1956 in Beirut, Libanon; † 6. Oktober 2015 in Äthiopien) war ein US-amerikanischer Mammaloge, der vornehmlich in Ostafrika forschte. Er interessierte sich zudem für Amphibien.

## Leben
Stanley wurde in Beirut, Libanon, geboren, verbrachte jedoch einen Teil seiner Kindheit sowohl in Nordkalifornien als auch in Kenia, wo er die High School absolvierte. Nach seiner Rückkehr in die Vereinigten Staaten erwarb er 1986 einen Bachelor of Arts und 1991 mit der Arbeit An Analysis of the Biogeographic Relationships of Four Populations of the Uinta Chipmunk (Eutamias umbrinus) Using Phallic Morphology unter der Leitung von Timothy E. Lawlor einen Master of Arts in Biologie an der Humboldt State University in Arcata, Kalifornien. 1989 wurde er vom Field Museum of Natural History in Chicago, Illinois, engagiert, wo er schließlich Sammlungsmanager wurde. 1992 begann er mit Feldforschungen in Tansania und studierte in den folgenden zwei Jahrzehnten die Biogeographie, Systematik und Ökologie der Kleinsäuger in den Eastern Arc Mountains und anderen Hochlandgebieten Tansanias. Er und sein Kernteam, bestehend aus Philip Kihaule und Maiko Munissi, führten detaillierte Erhebungen in den Eastern Arc Mountains in Tansania sowie in Ngorongoro, am Mount Meru, am Kilimandscharo, am Mount Rungwe und den Mahale Mountains durch. Im Jahr 2011 erweiterte er seinen geografischen Wirkungsbereich auf das Kongobecken und 2015 auf die Hochlandwälder Äthiopiens. Im selben Jahr wurde er unter der Leitung von Jörg Ganzhorn mit der Dissertation Elevational Distribution and Taxonomy of Shrews and Rodents in the Mountains of Northern Tanzania zum Doktor der Naturwissenschaften an der Universität Hamburg promoviert. 
Seine Forschungsarbeit führte zu zahlreichen wissenschaftlichen Veröffentlichungen, Monografien sowie zu Beschreibungen neuer Arten, darunter zum Kipunji-Affen (Rungwecebus kipunji), zur Thor-Panzerspitzmaus (Scutisorex thori), zur Phillips Kongo-Spitzmaus (Congosorex phillipsorum), zur Bakaris Bulldoggfledermaus (Mops bakarii), zur Madagaskar-Freischwanzfledermaus (Coleura kibomalandy), zur Mosambik-Langflügelfledermaus (Miniopterus mossambicus), zur Heinrich-Afrikawaldmaus (Hylomyscus heinrichorum), zur Östlichen Afrikawaldmus (Hylomyscus arcimontensis) sowie zur Krötenart Churamiti maridadi (in Zusammenarbeit mit Alan Channing).
In Anerkennung seiner herausragenden Beiträge zum Field Museum of Natural History und zur Ökologie ostafrikanischer Kleinsäuger richtete die Negaunee Foundation in Northbrook, Illinois, einen Stiftungslehrstuhl für Sammlungsmanagement von Säugetieren ein, zu dessen erstem Inhaber Stanley ernannt wurde.
Stanley entwickelte einen Online-Bestimmungsschlüssel über die Säugetiere Tansanias in den Sprachen Englisch und Swahili, der sich als äußerst wertvoll für Studierende und Feldbiologen erwiesen hat, die in Ostafrika tätig sind. Darüber hinaus entwarf er eine Reihe von Lehrpostern, die die Kleinsäugerfauna der Eastern Arc Mountains sowie des Kilimandscharo dokumentieren. Diese Poster sind mittlerweile fester Bestandteil der Ausstattung von Nationalparks, Forst- und Wildtierforschungsbüros sowie Besucherzentren in Tansania.

## Dedikationsnamen
Nach Stanley sind die Stanley-Bürstenhaarmaus (Lophuromys stanleyi), die Stanley-Langohrfledermaus (Laephotis stanleyi) sowie die Krötenart Callulina stanleyi benannt worden.